# Kerivoula lenis
Kerivoula lenis es una especie de murciélago de la familia Vespertilionidae.

## Distribución geográfica
Se encuentra en India Malasia e Indonesia.